# 三堡镇 (岑溪市)
三堡镇，是中华人民共和国广西壮族自治区梧州市岑溪市下辖的一个乡镇级行政单位。

## 行政区划
三堡镇下辖以下地区：
三堡社区、木坪村、月田村、立垌村、河六村、车河村、荔良村、美术村、简塘村、安山村、富冲村、祝庆村、扶南村、新安村、平山村、蒙奇村、蒙布村、蒙冲村、孔龙村、三合村、振大村、沙村、古堆村、河边村和古寨村。